# Indian Creek (Powell River)
Der Indian Creek ist ein Fluss in den US-Bundesstaaten Virginia und Tennessee. Er entspringt im Cumberland Gap National Historical Park im Lee County in Virginia. Er fließt anfangs in südöstliche Richtung. Etwa dreieinhalb Kilometer von Rose Hill entfernt, in Höhe des Ely Cemetery, fließt er nach Westen und Südwesten entlang der U.S. Route 58, auch bekannt als Daniel Boone Trail. In Ewing stoßen zwei namenlose Nebenflüsse auf den Indian Creek.
Südlich des Brooks Cemetery verbindet sich der Meek Branch als linker Nebenfluss hinzu. Nach kurzer Strecke durchquert der Indian Creek den Wilderness Road State Park. Nach einigen Kilometern erreicht der nach Süden fließende Fluss den US-Bundesstaat Tennessee, wo er nach kurzer Wegstrecke in den Powell River mündet.
Die Flusslänge beträgt 14,3 Kilometer.

## Nebenflüsse
| - Barnes Creek (links) - Bee Branch (rechts) - Bryant Creek (links) - Chances Branch (links) - Dry Branch (links) - Lick Branch (links) | - Machine Branch (links) - Meek Branch (links) - Pendleton Branch (rechts) - Roaring Branch (links) - Stalion Creek (rechts) - Wheeler Creek (links) |